# Isla Little Wellington
Isla Little Wellington är en ö i Chile.   Den ligger i regionen Región de Aisén, i den södra delen av landet. Arean är 1 063 kvadratkilometer.
Terrängen på Isla Little Wellington är kuperad. Öns högsta punkt är 1 150 meter över havet. Den sträcker sig 64,3 kilometer i nord-sydlig riktning, och 40,0 kilometer i öst-västlig riktning.